# Kniha snů
Kniha snů (v originále Book of Dreams) je kniha amerického spisovatele Jacka Kerouaca. Byla vydaná roku 1960 a je jakýmsi autorovým deníkem, kde si mezi lety 1952–1960 zaznamenával své sny. Kniha je psána spontánním, divokým stylem, podobně jako mnoho dalších Kerouacových knih. Pomáhá hlouběji nahlédnout jak do Kerouacova vnitřního světa, tak do beatnické generace. Poprvé kniha vyšla česky v roce 2008.